# Тымгынтор
Тымгынтор — пресноводное озеро в Ханты-Мансийском районе Ханты-Мансийского автономного округа — Югры России, в 81 км к запад-северо-западу от Ханты-Мансийска, к северу от Щучьих озёр.
Располагается на высоте 44,9 м над уровнем моря, в северо-восточной части Кондинской низменности. Имеет овальную форму. Площадь озера составляет 20,6 км². Длина озера — около 6,3 км, ширина в восточной части достигает 4,5 км. Берега низменные, заболоченные, частично поросшие угнетённой тайгой. Труднодоступное, болота и таёжные урманы окружают озеро со всех сторон.
Значительных притоков не имеет. Ближайший населённый пункт —  деревня Ягурьях в 16 км к северо-востоку.